# Réseau routier des Yvelines
Le réseau routier des Yvelines, département créé le 1er janvier 1968 appartenant à la couronne ouest-sud-ouest de l'agglomération parisienne, est fortement marqué par la proximité de Paris ainsi que par la position excentrée du chef-lieu, Versailles. 
Au 31 décembre 2017, la longueur totale du réseau routier du département des Yvelines est de 6 877 kilomètres, se répartissant en 129 kilomètres d'autoroutes, 123 kilomètres de routes nationales, 1 574 kilomètres de routes départementales et 5 051 kilomètres de voies communales.  

## Histoire

### XXesiècle

#### Réforme de 1930
Devant l'état très dégradé du réseau routier au lendemain de la Première Guerre mondiale et l'explosion de l'industrie automobile, l'État, constatant l'incapacité des collectivités territoriales à remettre en état le réseau routier pour répondre aux attentes des usagers, décide d'en prendre en charge une partie. L'article 146 de la loi de finances du 16 avril 1930 prévoit ainsi le classement d'une longueur de l'ordre de 40 000 kilomètres de routes départementales dans le domaine public routier national.
En ce qui concerne le département de Seine-et-Oise, ce classement devient effectif à la suite du décret du 11 mars 1931.

#### Réforme de 1972
En 1972, un mouvement inverse est décidé par l'État. La loi de finances du 29 décembre 1971 prévoit le transfert dans la voirie départementale de près de 53 000 kilomètres de routes nationales. Le but poursuivi est :
- d'obtenir une meilleure responsabilité entre l'État et les collectivités locales en fonction de l'intérêt économique des différents réseaux,
- de permettre à l'État de concentrer ses efforts sur les principales liaisons d'intérêt national,
- d'accroître les responsabilités des assemblées départementales dans le sens de la décentralisation souhaitée par le gouvernement,
- d'assurer une meilleure gestion et une meilleure programmation de l'ensemble des voies.

Le transfert s'est opéré par vagues et par l'intermédiaire de plusieurs décrets publiés au Journal officiel. Après concertation, la très grande majorité des départements a accepté le transfert qui s'est opéré dès 1972. En ce qui concerne le département des Yvelines, le transfert est acté avec un arrêté interministériel publié au journal officiel le 28 décembre 1974.

### XXIesiècle

#### Réforme de 2005
Une nouvelle vague de transferts de routes nationales vers les départements intervient avec la loi du 13 août 2004 relative aux libertés et responsabilités locales, un des actes législatifs entrant dans le cadre des actes II de la décentralisation où un grand nombre de compétences de l'État ont été transférées aux collectivités locales. Dans le domaine des transports, certaines parties des routes nationales sont transférées aux départements et, pour une infime partie, aux communes (les routes n'assurant des liaisons d'intérêt départemental). 
Le décret en Conseil d’État définissant le domaine routier national prévoit ainsi que l’État conserve la propriété de 8 000 kilomètres d’autoroutes concédées et de 11 800 kilomètres de routes nationales et autoroutes non concédées et qu'il cède aux départements un réseau de 18 000 kilomètres. 
Dans le département des Yvelines, le transfert est décidé par arrêté préfectoral signé le 12 décembre 2005. 39 kilomètres de routes nationales sont déclassées. La longueur du réseau routier national dans le département passe ainsi de 160 kilomètres en 2004 à 129 en 2006 pendant que celle du réseau départemental s'accroît de 1 516 à 1 565 kilomètres. 

## Caractéristiques

### Consistance du réseau
Le réseau routier comprend cinq catégories de voies : les autoroutes et routes nationales appartenant au domaine public routier national et gérées par l'État, les routes départementales appartenant au domaine public routier départemental et gérées par le conseil départemental des Yvelines et les voies communales et chemins ruraux appartenant respectivement aux domaines public et privé des communes et gérées par les municipalités. Le linéaire de routes par catégories peut évoluer avec la création de routes nouvelles ou par transferts de domanialité entre catégories par classement ou déclassement, lorsque les fonctionnalités de la route ne correspondent plus à celle attendues d'une route de la catégorie dans laquelle elle est classée. Ces transferts peuvent aussi résulter d'une démarche globale de transfert de compétences d'une collectivité vers une autre.
Au 31 décembre 2011, la longueur totale du réseau routier du département des Yvelines est de 6 554 kilomètres, se répartissant en 129 kilomètres d'autoroutes, 123 kilomètres de routes nationales, 1 576 kilomètres de routes départementales et 4 726 kilomètres de voies communales. 
Il occupe ainsi le 80e rang au niveau national sur les 96 départements métropolitains quant à sa longueur et le 9e quant à sa densité avec 2,9 kilomètres par km2 de territoire.
Trois grandes réformes ont contribué à faire évoluer notablement cette répartition : 1930, 1972 et 2005.
L'évolution du réseau routier entre 2002 et 2017 est présentée dans le tableau ci-après.
|                        | 2002  | 2003  | 2004  | 2005  | 2006  | 2007  | 2008  | 2009  | 2010  | 2011  | 2012  | 2013  | 2014  | 2015  | 2016  | 2017  |
| ---------------------- | ----- | ----- | ----- | ----- | ----- | ----- | ----- | ----- | ----- | ----- | ----- | ----- | ----- | ----- | ----- | ----- |
| Autoroutes             | 123   | 123   | 123   | 123   | 123   | 123   | 123   | 124   | 124   | 129   | 129   | 129   | 129   | 129   | 129   | 129   |
| Routes nationales      | 159   | 159   | 160   | 121   | 129   | 121   | 121   | 121   | 123   | 123   | 123   | 123   | 123   | 123   | 123   | 123   |
| Routes départementales | 1 513 | 1 514 | 1 516 | 1 515 | 1 565 | 1 576 | 1 577 | 1 577 | 1 576 | 1 576 | 1 576 | 1 576 | 1 576 | 1 575 | 1 574 | 1 574 |
| Voies communales       | 4 439 | 4 452 | 4 482 | 4 512 | 4 602 | 4 617 | 4 617 | 4 668 | 4 726 | 4 726 | 4 919 | 4 954 | 4 954 | 4 967 | 5 015 | 5 051 |
| TOTAL                  | 6 234 | 6 248 | 6 281 | 6 271 | 6 419 | 6 437 | 6 438 | 6 490 | 6 549 | 6 554 | 6 747 | 6 782 | 6 782 | 6 794 | 6 841 | 6 877 |

### Caractéristiques principales
Les axes principaux, routiers et autoroutiers, reliant la capitale de la France aux régions de l'Ouest (Normandie et Bretagne) traversent le territoire du département en formant un éventail à trois branches : est-ouest au nord le long de la Seine (A13/N13), est-ouest au centre (N12), nord-est - sud-ouest sur la frange est du département (N10/A10). S'y ajoutent partiellement les rocades de Paris, N186/A86 et Francilienne (cette dernière faisant actuellement l'objet de procédures de choix du tracé) qui concernent seulement la partie nord-est du département.
Le réseau départemental a une densité inégale, reflétant le contraste entre la partie nord-est du territoire très urbanisée et le reste du département à caractère rural à faible densité de population. 
Parmi les lacunes principales de ce réseau figure l'absence de liaison rapide sur l'axe central du département entre les pôles de Saint-Quentin-en-Yvelines et de Mantes-la-Jolie, liaison qui n'est assurée actuellement que par des routes départementales aux caractéristiques limitées traversant de nombreux villages.

### Autoroutes
- A10 : de Longvilliers à Allainville
- A11 : de Ponthévrard à Prunay-en-Yvelines
- A12 : de Bailly à Trappes (tout son parcours se situe dans les Yvelines)
- A13 : du Chesnay-Rocquencourt à Blaru
- A14 : de Carrières-sur-Seine à Orgeval
- A86 : de Vélizy-Villacoublay à Versailles et à La Celle-Saint-Cloud
- Francilienne
- Triangle de Rocquencourt (A12-A13)

### Routes nationales
- RN 10 : de Montigny-le-Bretonneux à Ablis, (section déclasée : RD 10 de Viroflay à Montigny-le-Bretonneux / RD 910 de Ablis à Prunay-en-Yvelines)
- RN 12 : de Vélizy-Villacoublay à Houdan
- RN 13 : de Port-Marly à Saint-Germain-en-Laye et Chaufour-lès-Bonnières, (section déclasée : de Bougival au Pecq et de Chambourcy à La Villeneuve-en-Chevrie)
- RN 184 : de Saint-Germain-en-Laye à Conflans-Sainte-Honorine
- Route nationale 184a : Marly-le-Roi (section declasée en RD 386)
- Route nationale 184c : du Pecq à Saint-Germain-en-Laye (section declasée en RD 284)
- Route nationale 186a : de Vélizy-Villacoublay à Saint-Cyr-l'École (l'actuelle RN 12)
- Route nationale 286 : de Vélizy-Villacoublay à Saint-Cyr-l'École (l'actuelle RN 12)

### Routes départementales
- RD 10 : de Viroflay à Montigny-le-Bretonneux par Versailles
- RD 11 : de Saint-Cyr-l'École à Bréval
- RD 14 : de Hardricourt à Aubergenville
- RD 30 : de Plaisir à Achères
- RD 36 : de Châteaufort à Trappes
- RD 42 : de Septeuil à Neauphle-le-Vieux
- RD 58 : de Plaisir à Chevreuse
- RD 71 : de Condé-sur-Vesgre à Mittainville
- RD 76 : d'Auteuil à Montfort-l'Amaury
- RD 89 : de Notre-Dame-de-la-Mer à Neauphlette
- RD 91 : de Versailles à Cernay-la-Ville
- RD 98 : de Saint-Germain-en-Laye aux Clayes-sous-Bois
- RD 113 : de Bougival au Port-Marly et de Chambourcy à Chaufour-lès-Bonnières
- RD 119 : de Chavenay à Hargeville
- RD 130 : de Drocourt à Orgerus
- RD 135 : de Saint-Cyr-l'École à Montigny-le-Bretonneux
- RD 146 : de Gargenville à Limay
- RD 161 : de Saint-Germain-en-Laye  à Villepreux
- RD 190 : du Pecq à Limay
- RD 191 : d'Épône aux Essarts-le-Roi et au Perray-en-Yvelines
- RD 307 : de La Celle-Saint-Cloud / Le Chesnay-Rocquencourt à Mareil-sur-Mauldre
- RD 308 : de Houilles à Poissy
- RD 906 : de Saint-Rémy-lès-Chevreuse à Saint-Hilarion
- RD 912 : de Trappes à Houdan
- RD 936 : de Bourdonné à Saint-Arnoult-en-Yvelines
- RD 938 : de Versailles à Saint-Rémy-lès-Chevreuse
- RD 983 : de Drocourt au Tartre-Gaudran
- RD R12 : de Trappes à Élancourt